# Kreis Agno
Der Kreis Agno bildet zusammen mit den Kreisen Breno, Capriasca, Ceresio, Lugano Nord, Lugano Ost, Lugano West, Magliasina, Paradiso, Sessa, Taverne und Vezia den Bezirk Lugano des Schweizer Kantons Tessin. Der Sitz des Kreisamtes ist in Agno.

## Gemeinden
Der Kreis setzt sich aus folgenden Gemeinden zusammen:
| Wappen    | Name der Gemeinde | Einwohner (31. Dezember 2023) | Fläche in km² | BFS-Nr |
| --------- | ----------------- | ----------------------------- | ------------- | ------ |
| Agno      | Agno              | 4536                          | 2,49          | 5141   |
| Bioggio   | Bioggio           | 2791                          | 6,40          | 5151   |
| Cademario | Cademario         | 793                           | 3,96          | 5161   |
| Muzzano   | Muzzano           | 800                           | 1,55          | 5205   |
| Vernate   | Vernate           | 631                           | 1,51          | 5230   |